# Курзу
Курзу (груз. კურზუ) — село в Грузії.
За даними перепису населення 2014 року в селі проживає 582 особи.